# Plymouth (New Hampshire)
Plymouth is een town in Grafton County, New Hampshire, Verenigde Staten. Volgens de census van 2000, heeft de plaats 5892 inwoners en 1678 huishoudens.

## Bekende inwoners
- John Cheever, Pulitzer Prize winnaar
- Robert Frost, dichter
- Daniel Webster, politicus